# Hüttentausend
Hüttentausend war ein Stückmaß in den Glashütten. Das Maß leitete sich vom Begriff Glashütte, also von der Hütte, ab und fand  insbesondere beim Verkauf der Bouteillen (Butteln/Flaschen) Anwendung.
- 1 Hüttentausend = 10 Hüttenhundert = 250 Stück